# 兰斯·雷维尔
兰斯·雷维尔（英語：Lance Revill，1953年8月30日—），生于奥克兰，新西兰男子拳击运动员。他曾代表新西兰参加1974年英联邦运动会拳击比赛，获得男子71公斤以下级铜牌。